# Musikjahr 1557
Liste der Musikjahre

◄◄ | ◄ | 1553 | 1554 | 1555 | 1556 | Musikjahr 1557 | 1558 | 1559 | 1560 | 1561 | ► | ►►

Weitere Ereignisse
Dieser Artikel behandelt das Musikjahr 1557.

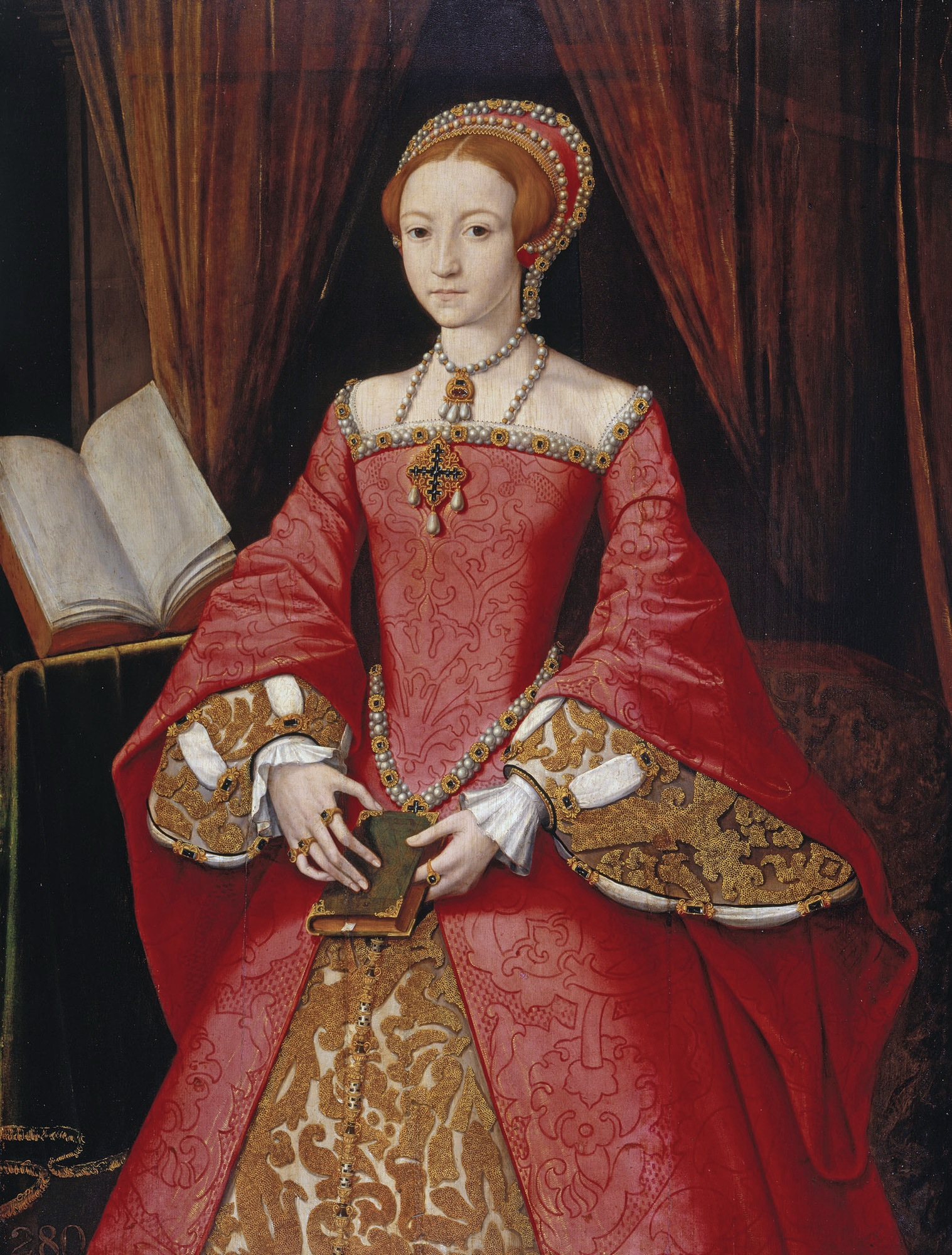
Prinzessin Elisabeth Tudor 1546/1547 im Alter von 13 Jahren

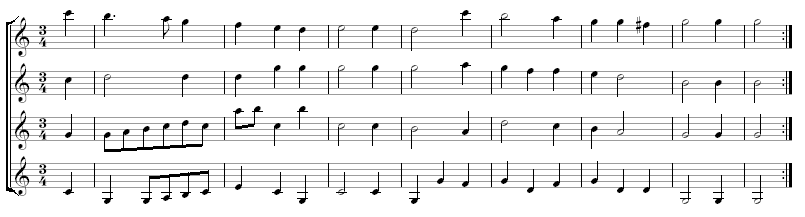
Galliarde von Pierre Attaingnant, Erstveröffentlichung um 1530

## Ereignisse

### Heiliges Römisches Reich

#### Hofkapelle von Kaiser Ferdinand I.
- Christian Hollander, der seit dem 1. Juni 1549 als Singmeister an der Kirche St. Walburga in Oudenaarde gewirkt hatte, scheint sich Ende 1557 der Hofkapelle von Kaiser Ferdinand I. in Innsbruck angeschlossen zu haben und macht noch im gleichen Jahr einen Besuch in Florenz.

#### Bayerischer Reichskreis

##### Herzogtum Bayern
- Ludwig Daser ist seit 1552 Kapellmeister der Münchner Hofkantorei.
- Franciscus Florius, der seit Herbst 1556 in München ist und an der Hofkapelle von Herzog Albrecht V. eine Anstellung als Hofbassist hat, erhält am 23. April 1557 einen Bestallungsbrief, der ihm eine lebenslange Stellung und Besoldung garantiert. Neben seiner Tätigkeit als Sänger ist Florius, zusammen mit dem Hofkopisten Johannes Pollet, auch als Notenkopist eingesetzt.
- Orlando di Lasso hat seit September 1556 eine Anstellung als Tenorsänger am Hof Herzogs Albrecht V. in München. Dort bezieht er ein außerordentlich hohes Salär, was darauf hindeutet, dass er von Anfang an zeitweise neben Ludwig Daser auch als Kapellmeister tätig ist. 1557 veröffentlicht er in Rom die Madrigalsammlung Secondo libro delle muse, madrigali … con una canzone del Petrarca zu fünf Stimmen.
- Ivo de Vento, der im Zuge der Anwerbung junger Sänger aus den Spanischen Niederlanden, vielleicht durch Orlando di Lasso, im September 1556 oder etwas später an den herzoglich-bayerischen Hof von Albrecht V. nach München gekommen ist, wirkt hier zunächst bis September 1559 als Sängerknabe unter dem Hofkapellmeister Ludwig Daser.

#### Burgundischer Reichskreis

##### Markgrafschaft Antwerpen
- Antoine Barbé hat – nach den Akten der Kathedrale von Antwerpen – von 1527 bis 1562 die Stelle des Kapellmeisters inne.
- Séverin Cornet lebt von 1555 bis 1564 in Antwerpen, wo er als Sänger tätig ist. In dieser Zeit heiratet er Jeanne Barbé, die Tochter des Komponisten Antoine Barbé.
- Tielman Susato, der 1543 in Antwerpen ein dreijähriges Druckerprivileg erhalten hat, bringt in den Jahren zwischen 1543 und 1561 drei Bände mit Messkompositionen heraus, 19 Motetten- und 22 Chansonbücher, darüber hinaus eine Serie mit elf Bänden Musyck Boexken. Seine Publikationen sind in der Mehrheit Sammelbände mit Werken mehrerer Komponisten. Seit 1531 ist Susato außerdem Mitglied der Antwerpener Stadtmusikanten; er spielt die Instrumente Flöte, Blockflöte, Krummhorn, Feldtrompete und Posaune und hat vielleicht auch die abendlichen Andachten der Bruderschaft begleitet.
- Gérard de Turnhout ist seit dem Jahr 1545 Chorsänger an der Liebfrauenkirche in Antwerpen.
- Hubert Waelrant arbeitet in den Jahren 1554 bis 1558 mit dem Drucker Jan De Laet zusammen (Waelrant & Laet) und wirkt hier als Verleger und Verkäufer; in dieser Zeit bringen beide sechzehn schön gestaltete Musikdrucke heraus.

##### Herzogtum Brabant
- Benedictus Appenzeller übt in Brüssel vom 28. Dezember 1555 bis Ende 1558 das Amt des Singmeisters an der Kirche Sainte-Gudule aus.

##### Grafschaft Flandern
- Cornelius Canis, der zuletzt in Gent gelebt hat, wird am 16. Juni 1557 in Kortrijk zum Kaplan an St. Martin und gleichzeitig als Kanoniker an der Kirche Notre-Dame am gleichen Ort ernannt.
- Christian Hollander, der als „Christiaen Janszone, gheseyed de Hollandere“ seit dem 1. Juni 1549 Singmeister an der Kirche St. Walburga in Oudenaarde war, verlässt die Stadt, da wegen finanzieller Probleme seines Dienstgebers sein 1557 auslaufender Vertrag nicht verlängert wird.
- Pierre de Manchicourt, der seit 1554 Gesangslehrer an der Kathedrale von Tournai war, ist in Arras als „Chorherr“ tätig.

##### Grafschaft Holland
- Cornelis Boskoop ist seit dem 1. Mai 1554 und bis März 1573 Organist an der Oude Kerk in Delft.

##### Tournai
- Nicolas Gombert ist Kanoniker in Tournai, wo er seit 1534 eine kirchliche Sinekure innehat. Sein Name erscheint nicht in der Liste der Geistlichen, die in Tournai Messen gelesen haben, und er übt wohl keine priesterlichen Funktionen mehr aus.

#### Fränkischer Reichskreis

##### Reichsstadt Nürnberg
- Georg Forster lebt seit 1548 in Nürnberg, wo er zum Leibarzt von Abt Friedrich zu Hailsbronn ernannt wurde. In Nürnberg bleibt er 20 Jahre bis zu seinem Tod.

#### Kurrheinischer Reichskreis

##### Kurpfalz
- Jobst von Brandt ist seit 1548 Hauptmann in Waldsassen (Oberpfalz) und Verwalter des dortigen Klosters sowie Pfleger von Liebenstein bei Tirschenreuth.
- Sebastian Ochsenkun ist seit 1544 Lautenmeister am kurpfälzischen Hof in Heidelberg.

#### Niederrheinisch-Westfälischer Reichskreis

##### Hochstift Cambrai
- Philippe de Monte komponiert 1557 das Widmungsmadrigal Il più forte di Roma zur Hochzeit von Isabella de’ Medici mit Paolo Giordano I. Orsini; mit beiden Familien steht de Monte in enger Verbindung.

##### Hochstift Lüttich
- Ludovicus Episcopius wirkt seit 19. Oktober 1545 als zangmeester an der Kollegiatkirche St. Servatius in Maastricht. Er bekommt mehrere Benefizien und wird Mitglied der Bruderschaft der Kapläne als einer der scriptores chori. Diese Stellung behält er bis ins Jahr 1566.
- Johannes de Fossa hat wahrscheinlich in den 1540er bis 1550er Jahren in Lüttich seine Ausbildung. Herzog Emanuel Philibert von Savoyen erwähnt in einem Brief an seinen Schatzmeister vom 12. Februar 1557 unter anderen Sängern seiner Hofkapelle auch einen „Jean de Fosse“, der vielleicht mit dem Komponisten identisch sein könnte.
- Jean De Latre ist seit November 1544 in der Nachfolge von Adam Lauri succentor an der Kirche St. Martin in Lüttich. Er leitet die Kapelle der Kirche fast 20 Jahre lang mit Geschick und Erfolg. Ebenfalls seit 1544 wirkt De Latre als Kapellmeister des Lütticher Fürstbischofs Georg von Österreich. Der frühe Tod des Bischofs im Jahr 1557 nehmen ihm dieses hervorragende Amt und einen wohlwollenden Dienstherrn, dem er 1552 eine Chansonsammlung gewidmet hatte.

##### Vereinigte Herzogtümer Jülich-Kleve-Berg
- Martin Peudargent ist Hofkomponist in den Diensten von Wilhelm V. von Jülich-Kleve-Berg. Als Johannes Oridryus 1557 im Düsseldorfer Verlag Bathen einen Musiktraktat unter dem Titel Practicae musicae utriusque praecepta brevia herausgibt, ist ihm Peudargent dabei als praefectum collegii musici in aula Illustrissimi Principis Guilielmi Ducis nostri clementissimi (Vorsteher des Collegium musicum am Hofe des Herzogs Wilhelm) behilflich.

#### Niedersächsischer Reichskreis

##### Fürstentum Braunschweig-Wolfenbüttel
- Johann Zanger der Ältere, der seit 1548 in Braunschweig als Rektor am Katharineum tätig war, ist seit 1553 Pfarrer an der Petrikirche.

##### Hamburg
- Jacob Praetorius der Ältere, der wahrscheinlich in seiner Heimatstadt Magdeburg Unterricht von Martin Agricola erhielt, ist von 1555 bis zu seinem Tod als Organist und Kirchenkomponist an zwei Kirchen in Hamburg nachweisbar.

#### Oberrheinischer Reichskreis

##### Hochstift Straßburg
- Wolff Heckel lebt als Lautenist und Komponist in Straßburg.

#### Obersächsischer Reichskreis

##### Kurfürstentum Sachsen
- Gallus Dreßler, der 1556 Kantor und Musikdirektor an der Lateinschule in Magdeburg war, besucht 1557 die Universität Jena, wo Victorin und Johann Strigel ihn für die konfessionelle Überzeugung der Philippisten gewinnen.
- Wolfgang Figulus, der von 1549 bis 1551 als Thomaskantor der Thomasschule in Leipzig gewirkt hat, ist von 1551 bis zu seiner Pensionierung 1588 Kantor und Lehrer an der Fürstenschule in Meißen. Er unterrichtet die Fächer Musik, Latein und Religion und sorgt für die musikalische Gestaltung der Gottesdienste in der Afrakirche.
- Hermann Finck, der 1545 Student an der Universität Wittenberg war, unterrichtet hier ab dem Jahr 1554 Gesang und Instrumentalmusik. 1557 wird er Universitätsorganist.
- David Köler, der 1556/57 Kantor in St. Joachimsthal (heute Jáchymov) war, wird von 1557 bis 1563 Kantor in Altenburg.
- Mattheus Le Maistre, der wahrscheinlich vor 1554 am bayerischen Hof in München gewirkt hat, ist seit 1554 sächsischer Hofkapellmeister als Nachfolger von Johann Walter; ab dieser Zeit sind seine Kompositionen fast ausschließlich gedruckt überliefert. Die Hofkapelle umfasst seinerzeit 40 Musiker. Hier übernimmt er auch die Traditionen von Johann Walter und Georg Rhau, vertont Teile von Luthers Kleinem Katechismus und komponiert Choralmotetten zu Luther-Liedern.
- Antonio Scandello, der 1549 mit fünf weiteren „welschen Musikern“ von Kurfürst Moritz von Sachsen bei einer Italienreise eingestellt wurde, ist Mitglied der Dresdner Hofkapelle.
- Nikolaus Selnecker, der seit 1. Mai 1555 Mitglied der philosophischen Fakultät der Universität Wittenberg und seit Sommer 1556 ihr Dekan ist, wird von Melanchthon 1557 als dritter Hofprediger nach Dresden empfohlen.
- Johann Walter, der seit 1548 Kapellmeister der Hofkantorei von Kurfürst Moritz war, lebt nach seiner Pensionierung 1554 in Torgau. Walters letzte Lebensjahre sind geprägt von Kompositionen und Dichtungen, die er seinen ehemaligen Landesherren widmet.

#### Österreichischer Reichskreis

##### Erzherzogtum Österreich
- Jakob Buus ist seit Spätherbst 1550 Mitglied der kaiserlichen Hofkapelle und Organist in Wien. Als Kapellmeister wirkt hier um diese Zeit Pieter Maessins, als weiterer Organist Christoph Kräll.
- Johannes de Cleve ist, worauf Belege hindeuten, ab dem Jahr 1553 Sänger (Tenorist) in der Hofkapelle des österreichischen Regenten Erzherzog Ferdinand (1503–1564) in Wien.
- Giacomo Gorzanis reist um 1557 in die Herzogtümer Kärnten und Krain.
- Jakob Regnart ist – nach eigener Bekundung – im Jahr 1557 unter Leitung von Jacobus Vaet Mitglied der Sängerkapelle am Habsburgischen Hof des Erzherzogs und späteren Kaisers Maximilians II. In diesem Dienst der Habsburger steht er für sein ganzes Leben.
- Jacobus Vaet ist seit dem 1. Januar 1554 Kapellmeister in der Hofkapelle von Erzherzog Maximilian in Wien.

#### Schwäbischer Reichskreis

##### Freiburg im Breisgau
- Glarean ist seit 1529 Professor der Poetik in Freiburg im Breisgau. Dort lehrt er bis zu seiner Emeritierung 1560 Poetik, Geschichte und Geografie.

#### Nicht eingekreiste zum Heiligen Römischen Reich zugehörige Territorien und Stände

##### Alte Eidgenossenschaft
- Homer Herpol, der sich seit 1555 für weitere Studien bei Glarean aufgehalten hatte, kehrt 1557 nach Freiburg (Schweiz) zurück, wo er seit 1550 als Kantor an der Kirche St. Nikolaus angestellt ist. Der Komponist bekommt zu seiner Ankunft am 2. Juni 1557 Geschenke, außerdem ist ihm zuvor eine Pfründe reserviert worden. Neben seiner Kantorentätigkeit wirkt Herpol auch am Dekanatsgericht, später auch am neu geschaffenen Chorgericht.

##### Königreich Böhmen
- Nikolaus Herman, der Kantor und Lehrer an der Lateinschule in St. Joachimsthal war, tritt am 24. Juni 1557 in den Ruhestand.

##### Herzogtum Mailand
- Hoste da Reggio wird der Nachfolger von Simon Boyleau als maestro di cappella an der Kathedrale von Mailand.

##### Herzogtum Ferrara, Modena und Reggio
- Cipriano de Rore, der 1546 von Herzog Ercole II. d’Este (1508–1559) als Kapellmeister an seinen Hof nach Ferrara geholt wurde, wirkt hier fast zwölf Jahre lang fast ohne Unterbrechung, nachdem Ferrara zuvor schon als herausragendes Zentrum der Künste, besonders der Musik, bekannt ist. Während dieser Zeit schreibt de Rore dort mindestens 107 Werke für die Familie d’Este sowie für Mitglieder der geistlichen und weltlichen Oberschicht Europas. Seine Werke sind größtenteils in sieben Madrigalbüchern erhalten. Für Kaiser Karl V. komponiert er 1557 das Madrigal Un’ altra volta in Germania stride.
- Giaches de Wert, der ab Mitte der 1550er Jahre offenbar vorübergehend in Ferrara gewirkt hat, kehrt – überredet von Cipriano de Rore – wieder nach Novellara zu Graf Alfonso I. Gonzaga zurück. 1557 heiratet Giaches de Wert die wohlhabende Adelige Lucrezia Gonzaga aus einer Nebenlinie der Familie Gonzaga.

##### Herzogtum Mantua
- Jachet de Mantua ist spätestens seit 1535 Magister der Kapellknaben und Kapellmeister an der Kathedrale St. Peter und Paul in Mantua. In Mantua hat er durch seine direkte Unterstellung unter den Kardinal eine Sonderstellung inne. Seine Bekanntheit beruht auch auf zahlreichen Veröffentlichungen seiner Werke, mit der Folge, dass sehr viele zeitgenössische Autoren sich in ihren Schriften mit seinem Wirken auseinandersetzen.

##### Herzogtum Toskana
- Paolo Aretino, der bis 1547 als Kantor am Dom von Arezzo gewirkt hat, ist danach bis zu seinem Tode im Jahr 1584 an Santa Maria della Pieve, ebenfalls in Arezzo, tätig.
- Francesco Corteccia steht seit dem Jahr 1539 im Dienst der Familie de’ Medici und bekleidet die Stelle des Kapellmeisters am Hofe des Herzogs Cosimo I. Zu seinen zahlreichen Schülern gehören Cristofano Malvezzi und Luca Bati (1546–1608).
- Nicolao Dorati wirkt seit 1543 in der Stadtkapelle von Lucca, zunächst als Posaunist und ab 1557 für über zwanzig Jahre als Kapellmeister.
- Giovanni Piero Manenti ist ab März 1557 Organist an S. Giovanni in Florenz.

### Königreich Dänemark und Norwegen
- Adrianus Petit Coclico, der zuvor für ein Jahr am Hof von Herzog Johann Albrecht I. von Mecklenburg gewirkt hat, ist seit Juli 1556 als Sänger und Musiker an der Hofkapelle von König Christian III. von Dänemark angestellt, für den er mehrere Motetten komponiert.

### Königreich England

#### Chapel Royal von Maria I.
- John Sheppard ist seit etwa 1552 „Gentleman of the Chapel Royal“ in London.
- Thomas Tallis, der 1543 zum „Gentleman of the Chapel Royal“ in London ernannt wurde, bekleidet dieses Amt in den folgenden 40 Jahren.

#### Diözese Ely
- Christopher Tye, der an der Universität Cambridge studierte und dort und in Oxford im Fach Musik promovierte, ist seit ca. 1543 Master of the Choristers an der Kathedrale von Ely und hat diese Stellung bis 1561 inne.

### Königreich Frankreich

#### Chapelle Royale von Heinrich II.
- Clément Janequin, der seit 1549 in Paris in den Diensten des Herzogs von Guise stand, ist seit 1555 Mitglied der königlichen Hofkapelle Heinrichs II. Seine etwa 400 Chansons, von denen bereits zu Lebzeiten etliche Drucke erscheinen, machen ihn weithin berühmt.
- Pierre Sandrin ist von 1549 bis 1560 Kanonikus der Chapelle Royale.

#### Lyon
- Loys Bourgeois lebt seit 1552 als maître musicien in Lyon.
- François Roussel, der von 1548 bis 1550 als Kapellmeister der Cappella Giulia am Petersdom in Rom tätig war, wirkt in den 1550er Jahren möglicherweise in Lyon.

#### Metz
- Claude Goudimel, der wahrscheinlich seit 1549 und bis 1557 an der Universität Paris studiert hatte und seit 1553 Teilhaber des Verlagshauses von Nicolas Du Chemin (1520–1576) ist, lebt ab 1557 bis etwa 1567 in Metz. In seiner fruchtbarsten Periode zwischen 1551 und 1558 schreibt er die meisten seiner Psalmen, Chansons, Motetten und Messen.

#### Paris
- Jakob Arcadelt ist ab 1554 als Sänger am Hof des späteren französischen Königs Karl IX. in Paris belegt, wo er bis zu seinem Tod bleibt. Zur gleichen Zeit steht er im Dienst des humanistisch orientierten Kardinals von Lothringen, Charles de Guise (1524–1574), der ebenfalls in Paris residiert. Arcadelt wird im Vorwort seiner Missa tres aus dem Jahr 1557 als Kapellmeister des Kardinals bezeichnet. Der Komponist bekommt in seiner Pariser Zeit Pfründen an Notre-Dame und St. Germain l’Auxerrois sowie an der Kathedrale von Reims. Nachdem er in früheren Zeiten, zwischen 1537 und 1551, eher gelegentlich Chansons geschrieben hat, wobei insgesamt 21 bei den Verlegern Pierre Attaingnant, Jacques Moderne und Nicolas du Chemin erschienen sind, nimmt die Zahl der Kompositionen dieser Gattung ab 1552 sprunghaft zu, und es erscheinen etwa 100 solche Stücke bis 1569 in den Anthologien des königlich privilegierten Verlegers Le Roy & Ballard. Der Verleger Le Roy & Ballard publiziert 1557 zu den beiden Messen aus der römischen Zeit noch eine dritte Messe.
- Pierre Certon wirkt seit 1529 in Paris an Notre-Dame und ist hier seit 1542 Leiter des Knabenchores.
- Adrian Le Roy lebt in Paris und ist musikalischer Leiter des von ihm mit seinem Vetter Robert Ballard 1551 gegründeten Musikverlags Le Roy & Ballard.
- Estienne du Tertre arbeitet in Paris als Herausgeber im Musikverlag der Witwe von Pierre Attaingnant († 1552). 1557 erscheinen seine Suyttes de bransles. Sie sind der erste Beleg für den Gattungsbegriff Suite als einer Folge von Tanzsätzen, während Branles bis dahin immer als Paar von Tanz und Nachtanz auftreten.

### Italienische Staaten

#### Kirchenstaat
- Giovanni Animuccia ist seit 1555 als Nachfolger von Giovanni Pierluigi da Palestrina Kapellmeister der Cappella Giulia an St. Peter im Vatikan.
- Filippo Azzaiolo ist in seiner Geburtsstadt Bologna ab etwa 1557 als Sänger aktiv und verbringt dort sein gesamtes Leben. Zu seiner Zeit war in Norditalien die Villotta, ein durchkomponiertes vierzeiliges volkstümliches Lied von tänzerischem Charakter, dessen Ursprung wohl in Venedig lag, sehr beliebt. Azzaiolo komponiert neben einigem anderen drei Bände dieser Werke, die darin als Villote alla Padona bezeichnet sind.
- Giulio Caccini ist wahrscheinlich Mitglied im Knabenchor der Cappella Giulia.
- Ghiselin Danckerts ist seit 1538 Sänger der päpstlichen Kapelle in Rom. Er wird dieses Amt bis 1565 ausüben.
- Ghinolfo Dattari erhält ab Februar 1555 in Bologna eine Anstellung als Sänger in der Kapelle von San Petronio, der er 62 Jahre lang, bis zu seinem Tode angehörte.
- Domenico Ferrabosco, der seit 1551 Sänger der päpstlichen Kapelle in Rom war, verliert nach der Inthronisierung von Papst Paul IV. am 23. Mai 1555 diese Anstellung, kehrt in seine Heimatstadt Bologna zurück und wird dort wieder als Kapellmeister aktiv.
- Jacobus de Kerle wirkt ab 1555 wieder als Magister capellae an der Kathedrale von Orvieto. In dieser Position war er hier bereits von 1548 bis 1550 tätig gewesen.
- Giovanni Pierluigi da Palestrina ist seit dem 1. Oktober 1555 als Nachfolger von Orlando di Lasso Kapellmeister der Cappella Pia an San Giovanni in Laterano, dem römischen Bischofssitz des Papstes. Die Position ist finanziell und personell deutlich schlechter ausgestattet als seine vorangegangenen Positionen. Dennoch festigt der Komponist sein Ansehen durch das Erscheinen von Madrigalen in dichter Folge in renommierten Sammeldrucken.

#### Königreich Neapel
- Diego Ortiz wirkt seit 1553 am vizeköniglichen Hof in Neapel. Fernando Álvarez de Toledo, 3. Herzog von Alba ernennt ihn zu seinem Kapellmeister (Maestro de Capilla).

#### Republik Venedig
- Baldissera Donato ist seit 1550 als Sänger – zunächst an San Marco in Venedig – aktiv und wirkt auch in der Ausbildung der Sänger.
- Andrea Gabrieli ist von Juni 1555 bis mindestens Juli 1557 Organist in seiner venezianischen Heimatgemeinde Venedig und ist nach dem Tod seines Vaters das Oberhaupt der Familie. Als 1557 durch den Tod von Girolamo Parabosco die Stelle des 2. Organisten an San Marco vakant wird, bewirbt sich Gabrieli darum; die Stelle wird jedoch an Claudio Merulo vergeben.
- Giovanni Gabrieli wird 1557 in Venedig entweder als eines von fünf Kindern geboren oder bei seinem Onkel Andrea Gabrieli aufgenommen.
- Antonio Gardano, der seit 1532 in Venedig lebt und hier einen Musikverlag und eine Druckerei gegründet hat, gibt zwischen 1538 und 1569 rund 450 Publikationen, vor allem Madrigale und geistliche Musik heraus. Von den noch 388 erhaltenen Drucken sind nur zwei nicht musikalischen Inhalts.
- Gioseffo Guami soll sich zwischen 1550 und 1560 in Venedig aufgehalten haben und dort Schüler von Adrian Willaert und Annibale Padovano gewesen sein.
- Francesco Londariti, der 1556 seine Stellung in Venedig verlassen hat, arbeitet an der Kathedrale in Padua.
- Florentio Maschera, der seine erste Anstellung als Organist im Kloster „Santo Spirito in Isola“ vor Venedig erhielt, wird am 22. August 1557 mit einem Anfangsgehalt von 180 Lire Organist an der Kathedrale von Brescia.
- Claudio Merulo, der wahrscheinlich von Tuttovale Menon ersten Unterricht erhalten hatte, arbeitet seit 1556 als Organist in Brescia. 1557 bewirbt er sich um den Posten eines zweiten Organisten am Markusdom in Venedig. Merulo kann sich u. a. gegen Andrea Gabrieli durchsetzen.
- Annibale Padovano ist von 1552 bis 1565 erster Organist am Markusdom in Venedig. Padovano ist an der Einführung des wechselseitigen Musizierens der zwei auf gegenüberliegenden Emporen postierten Orgeln und Chöre beteiligt, woraus sich mit Adrian Willaert die Venezianische Mehrchörigkeit entwickelt.
- Costanzo Porta lebt seit 1549 in Venedig und ist dort Schüler des Komponisten Adrian Willaert.
- Vincenzo Ruffo, der nach der Priesterweihe zunächst nur geistliche Ämter in Verona und Mailand versah, wirkt seit 1551 – nach der Rückkehr in seine Heimatstadt Verona – als Maestro di musica an der Accademia Filarmonica, ab 1554 auch als Domkapellmeister.
- Jan Pieterszoon Sweelinck, der in einer traditionsreichen Organistenfamilie aufgewachsen ist, soll nach Johann Mattheson um 1557 (?) bei Joseph Zarlin (Gioseffo Zarlino) in Venedig studiert haben. Neueren Forschungsergebnissen zufolge war Sweelinck zwar nie in Venedig, kannte jedoch die Arbeiten Zarlins und verwendete sie in seinem Unterricht.
- Adrian Willaert ist seit dem 12. Dezember 1527 Domkapellmeister zu San Marco in Venedig. Der Komponist behält dieses Amt 35 Jahre lang bis zu seinem Tod; erst durch sein Wirken bekommt diese Stelle ihre in ganz Europa herausragende Bedeutung.

### Königreich Polen und Großfürstentum Litauen

#### Hofkapelle von Sigismund II. August
- Valentin Bakfark ist von 1549 bis 1566 Lautenist am Hof des polnischen Königs und Großfürsten von Litauen Sigismund II. August in Vilnius.
- Mikołaj Gomółka lebt am Hof von König Sigismund II. August von Polen. Seit 1548 ist er Schüler eines königlichen Fistulators (hervorragende Instrumentalisten des Königs) namens Jan Klaus, bei dem er zehn Jahre verbringt.
- Wacław z Szamotuł ist seit dem 6. Mai 1547 Mitglied der königlichen Kapelle von König Sigismund II. August von Polen in Vilnius.

#### Krakau
- Krzysztof Borek, der zunächst Chorknabe und später Mitglied der Krakauer Hofkapelle war, ist von 1556 bis 1572 deren Kapellmeister.

##### Vilnius
- Cyprian Bazylik steht seit 1556 in den Diensten des Fürsten Mikołaj Radziwiłł der Schwarze in Vilnius.

### Königreich Spanien

#### Hofkapelle von Philipp II.
- Antonio de Cabezón ist Hoforganist Philips II. 1557 veröffentlicht Luis Venegas de Henestrosa in einer Sammlung 40 Werke von Cabezón.
- Nicolas Payen, der seit 1540 in der Hofkapelle von Kaiser Karl V. als clerc d’oratoire und chapelain des hautes messes gewirkt hat, steht nach der Abdankung Karls V. im Oktober 1555 als Hofkapellmeister in den Diensten von dessen Sohn und Nachfolger Philipp II. Seit 1556 ist er Hofkapellmeister.

#### La Seu d’Urgell
- Joan Brudieu ist seit 1548 Kapellmeister auf Lebenszeit der Kathedrale von La Seu d’Urgell. Diese Position behält er – mit Unterbrechungen – bis kurz vor seinem Tode 1591.

#### Salamanca
- Diego Pisador ist nach dem Tod seiner Mutter im Jahr 1550 nach Salamanca zurückgekehrt. Es existieren keine Belege, dass Pisador selbst jemals eine Stellung als Musiker innehat. Nach dem Jahr 1557 gibt es von Diego Pisador keine archivarischen Informationen mehr.

#### Sevilla
- Francisco Guerrero ist seit 1551 Assistent von Kapellmeister Fernández de Castileja und Chorregent an der Kathedrale von Sevilla.
- Alonso Mudarra ist seit dem 18. Oktober 1546 Kanoniker an der Kathedrale von Sevilla. In dieser Stadt hat er einen bedeutenden Einfluss auf das Musikleben und bleibt dort noch 34 Jahre bis an sein Lebensende. Zu seinen Aufgaben an der Kathedrale gehört die Leitung aller musikalischen Aktivitäten. Hierzu gehören die Beauftragung von Instrumentalisten, der Kauf und die Leitung des Aufbaus einer neuen Orgel und die enge Zusammenarbeit mit Komponisten für die vielfältigen festlichen Anlässe.

#### Toledo
- Luis Venegas de Henestrosa, der vermutlich in Toledo lebt, veröffentlicht im Jahr 1557 sein Hauptwerk Libro de cifra nueva für Tasteninstrumente, Harfe oder Vihuela. Dieses Werk stellt die bedeutendste spanische Musiksammlung ihrer Art im 16. Jahrhundert dar; es ist das erste Buch einer geplanten Serie. Es verwendet eine neuartige Tabulaturschrift für Tasteninstrumente, die aus verschiedenen in Spanien verwendeten Systemen entwickelt wurde, unter anderem von Gonzalo de Baena (um 1476 – nach 1540). Diese Tabulaturschrift verwendet die Ziffern 1 bis 7 für die Töne der diatonischen Tonleiter und zusätzliche Symbole für die jeweilige Oktavlage. Damit glaubt Venegas, eine universelle Notenschrift geschaffen zu haben, die für Spieler von Tasteninstrumenten, Harfenisten, Vihuelisten und Spielern von Ensembles gleichermaßen verwendbar ist. Übernommen wird dieses System später von dem Komponisten Antonio de Cabezón, dessen Sammlung Obras de música (Madrid 1578) sich bewusst an dem Werk von Venegas de Henestrosa orientiert. Das Libro de cifra nueva enthält 138 Kompositionen mit allen gebräuchlichen Gattungen der Tastenmusik. Es sind auch Stücke für liturgische Zwecke enthalten, wie Hymnen, Choralsätze, fabordones für die Begleitung von Psalmen, aber auch Tänze, Variationen, nicht gebundene Tientos und Fantasien, eine 40-stimmige Fuge für zehn Tasteninstrumente sowie Intabulierungen von Motetten und Chansons. Die Intabulierungen gehen auf Kompositionen von Clément Janequin, Jacobus Clemens non Papa und Thomas Crécquillon zurück. Die Kompositionen für Tasteninstrumente stammen vorrangig von Antonio de Cabezón (über 40 Stücke), außerdem von Francisco Fernández Palero (um 1533–1597), Francisco de Soto (um 1500–1556), Pere Alberch i Ferrament alias Vila, Luys Alberto und der Nonne Gracia Baptista; darüber hinaus sind noch italienische Werke von Giulio Segni (1498–1561) enthalten. Als Beispiel dafür, wie Spieler von Tasteninstrumenten auf einfache Weise die Übertragung von Lauten- und Vihuela-Stücken für ihr Instrument bewerkstelligen können, hat Venegas im gleichen Gesamtwerk als Muster Kompositionen von Luis de Narváez, Alonso Mudarra, Enríquez de Valderrábano, Diego Pisador und Francesco Canova da Milano bearbeitet und adaptiert.

## Instrumentalmusik

### Für Clavichord
- Tomás Santamaría – A Duo: Noten und Audiodateien im International Music Score Library Project

### Für mehrere Instrumente
- Luis Venegas de Henestrosa – Libro de cifra nueva para tecla, harpa, y vihuela, Alcalá de Henares: Noten und Audiodateien im International Music Score Library Project; darin:
  - Anonymous
    - Io vous: Noten und Audiodateien im International Music Score Library Project
    - Tiento 22 del Sexto Tono: Noten und Audiodateien im International Music Score Library Project

  - Antonio de Cabezón
    - Pavana con su glosa: Noten und Audiodateien im International Music Score Library Project
    - Romance para quien crie yo cabellos: Noten und Audiodateien im International Music Score Library Project
    - Tiento 3 del primer tono: Noten und Audiodateien im International Music Score Library Project
    - Tiento 4 del tercer tono: Noten und Audiodateien im International Music Score Library Project
    - Tiento 5 del primer tono: Noten und Audiodateien im International Music Score Library Project
    - Tiento 6 del cuarto tono: Noten und Audiodateien im International Music Score Library Project
    - Tiento 9 del primer tono: Noten und Audiodateien im International Music Score Library Project
    - Tiento 11 del primer tono: Noten und Audiodateien im International Music Score Library Project
    - Tiento 17 del cuarto tono sobre 'Malheur me bat': Noten und Audiodateien im International Music Score Library Project
    - Tiento 24 del sexto tono: Noten und Audiodateien im International Music Score Library Project
    - Tiento 25 del sexto tono: Noten und Audiodateien im International Music Score Library Project
    - Tres 'sobre el canto llano de la alta': Noten und Audiodateien im International Music Score Library Project

  - Francisco Fernández Palero
    - Tiento del Tercer Tono: Noten und Audiodateien im International Music Score Library Project
    - Tiento sobre Cum Sancto Spiritu de Iusquin: Noten und Audiodateien im International Music Score Library Project
    - Tiento XXVI Super Philomena: Noten und Audiodateien im International Music Score Library Project

  - Alonso Mudarra – Fabordon I de vihuela: Noten und Audiodateien im International Music Score Library Project
  - Diego Pisador – Fabordon II de vihuela: Noten und Audiodateien im International Music Score Library Project
  - Giulio Segni
    - Tiento 19 del cuarto tono: Noten und Audiodateien im International Music Score Library Project
    - Tiento 20 del cuarto tono: Noten und Audiodateien im International Music Score Library Project

  - Francisco Soto de Langa – Tiento 23 del Sexto Tono: Noten und Audiodateien im International Music Score Library Project
  - Luis Venegas de Henestrosa
    - Alix avoit aux Dens: Noten und Audiodateien im International Music Score Library Project
    - Cinco Diferencias sobre Las Vacas No.118: Noten und Audiodateien im International Music Score Library Project
    - Fantasia de vihuela de primo tono No.1: Noten und Audiodateien im International Music Score Library Project
    - Fantasia de vihuela de primo tono No.2: Noten und Audiodateien im International Music Score Library Project
    - Fantasia de vihuela de secondo tono No.3: Noten und Audiodateien im International Music Score Library Project
    - Pange Lingua IV: Noten und Audiodateien im International Music Score Library Project
    - Pavana con su Glosa No.121: Noten und Audiodateien im International Music Score Library Project
    - Tiento 14 del septimo tono: Noten und Audiodateien im International Music Score Library Project
    - Tiento 15 del segundo tono: Noten und Audiodateien im International Music Score Library Project
    - Tiento 21 del Quinto Tono: Noten und Audiodateien im International Music Score Library Project
- Estienne du Tertre – Danceries, Livre 7, Paris: Marie Lescallopier: Noten und Audiodateien im International Music Score Library Project

## Vokalmusik

### Geistlich
- Martin Agricola – Melodiae scholasticae sub horarum intervallis decantandae, Wittenberg: Georg Rhau
- Benedictus Appenzeller
  - Motette Ave verum corpus zu fünf Stimmen, Antwerpen
  - Motette Cor mundum crea in me zu fünf Stimmen, Antwerpen
  - Motette Oramus te rex gloriae zu fünf Stimmen, Antwerpen
- Jacques Arcadelt – drei Messen, Paris: Le Roy & Ballard
- Filippo Azzaiolo (anonym veröffentlicht) – Villotte del fiore: il primo libro de villotte alla padoana con alcune napolitane zu vier Stimmen, Venedig: Antonio Gardano
- Jacob Clemens non Papa
  - Missa Virtute magna zu vier Stimmen (zweites Buch mit Messen), Löwen: Pierre Phalèse, posthum veröffentlicht
  - Missa En espoir zu vier Stimmen (drittes Buch mit Messen), Löwen: Pierre Phalèse, posthum veröffentlicht
  - Missa Ecce quam bonum zu fünf Stimmen (viertes Buch mit Messen), Löwen: Pierre Phalèse, posthum veröffentlicht
  - Missa Gaude lux donatione zu fünf Stimmen (fünftes Buch mit Messen), Löwen: Pierre Phalèse, posthum veröffentlicht: Noten und Audiodateien im International Music Score Library Project
  - Missa Caro mea zu fünf Stimmen (sechstes Buch mit Messen), Löwen: Pierre Phalèse, posthum veröffentlicht
  - Souterliedekens IIII zu drei Stimmen, Antwerpen: Tielman Susato, posthum veröffentlicht
- Pierre Clereau – Missa Virginis Mariae zu vier Stimmen, Paris: Nicolas Du Chemin
- Nicolas Gombert
  - Missa Je suis desheritée zu vier Stimmen
  - Motette Stabat autem Petrus zu fünf Stimmen
- Claude Goudimel
  - Magnificat tertii toni, Paris
  - drittes Buch mit Psalmen zu vier und fünf Stimmen, Paris: Le Roy & Ballard
- Christian Hollander – Motette Beatus athleta Christoforus zu fünf Stimmen, in: Liber duodecimus […], Antwerpen
- Jacobus de Kerle – Motetti zu vier bis fünf Stimmen, Rom: Valerio Dorico
- Mattheus Le Maistre – Magnificat octo tonorum, Dresden (verschollen)
- Jean Maillard
  - Patrem zu acht Stimmen, Paris: Le Roy & Ballard
  - Missa Virginis Mariae zu fünf Stimmen, Paris: Le Roy & Ballard
- Jachet de Mantua – Missa ad imitationem moduli Surge Petre, Paris
- Nicolas de Marle – Missa Je suis desheritee, Paris: Adrian le Roy & Robert Ballard: Noten und Audiodateien im International Music Score Library Project
- Michael John Oczko – The Huron Carol: Noten und Audiodateien im International Music Score Library Project
- Verschiedene Künstler
  - Lamentationen Piissimae ac sacratissimae lamentationes Ieremiae Prophetae, Paris: Adrian le Roy & Robert Ballard: Noten und Audiodateien im International Music Score Library Project
  - Magnificats Canticum beatae Mariae virginis zu vier Stimmen, Paris: Adrian le Roy & Robert Ballard: Noten und Audiodateien im International Music Score Library Project

### Weltlich
- Filippo Azzaiolo – Il primo libro de villotte alla padoana con alcune napolitane zu vier Stimmen, Venedig (anonym veröffentlicht, enthält u. a. Kompositionen von Vincenzo Ruffo und B. Spontone)
- Nicolas Du Chemin (Hrsg.)
  - 25 Chansons nouvelles zu vier Stimmen, Livre 12, Paris: Noten und Audiodateien im International Music Score Library Project
  - 24 Chansons nouvelles zu vier Stimmen, Livre 13, Paris: Noten und Audiodateien im International Music Score Library Project
- Nicolas Gombert – Chanson D’en prendre deux zu vier Stimmen
- Clément Janequin – Chanson Pourquoy tournez vous vos yeux zu vier Stimmen: Noten und Audiodateien im International Music Score Library Project

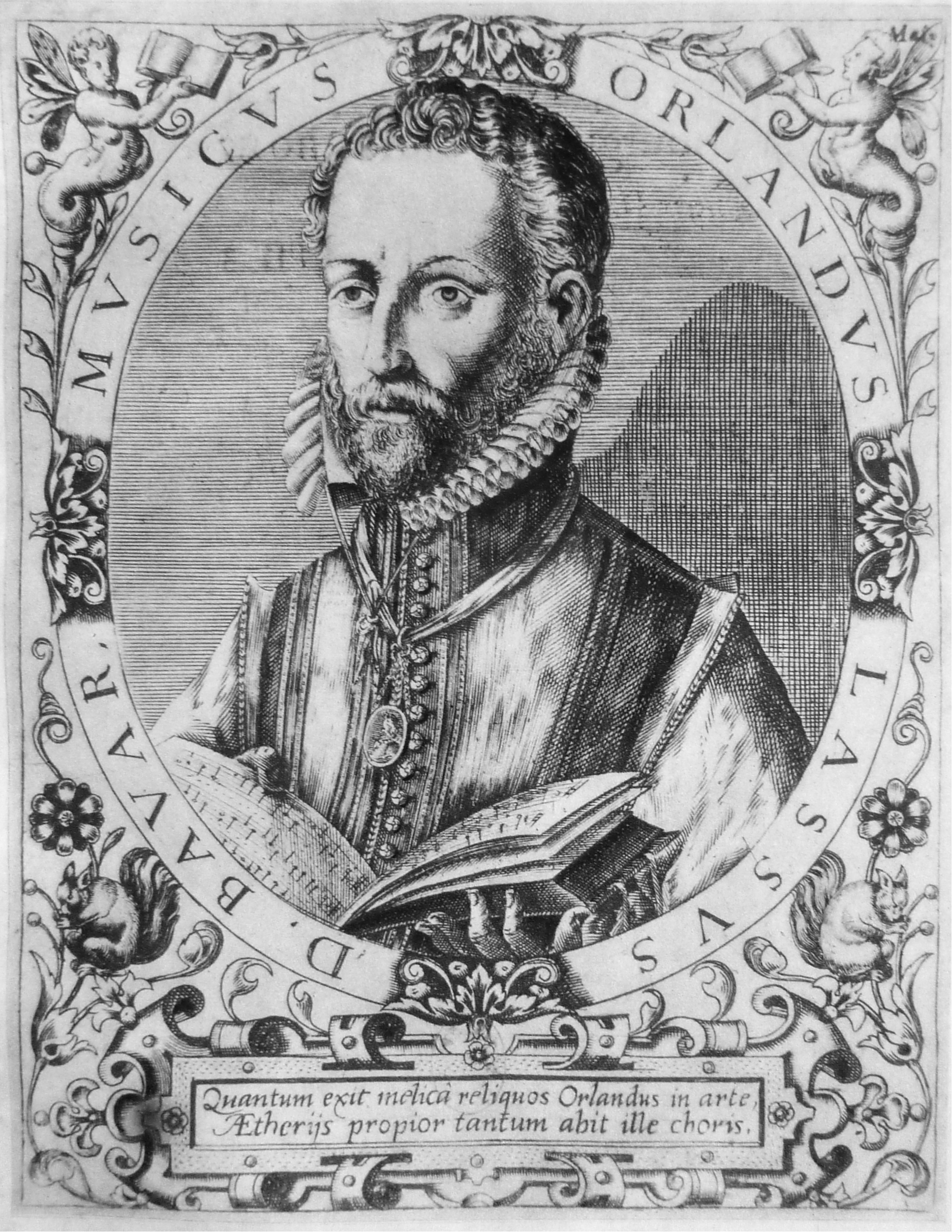
Orlando di Lasso auf einem Kupferstich von René Boyvin

- Orlando di Lasso – Secondo libro delle muse, madrigali … con una canzone del Petrarca, Rom: Antonio Barré; darin:
  - Madrigal Questi ch’inditio fan zu fünf Stimmen, LV 68: Noten und Audiodateien im International Music Score Library Project
  - Madrigal Vostro fui, vostro sono zu fünf Stimmen, LV 66: Noten und Audiodateien im International Music Score Library Project
- Adrien Le Roy (Hrsg.)
  - Chansons de plusieurs autheurs zu vier Stimmen, Livre 7, Paris (11 Chansons): Noten und Audiodateien im International Music Score Library Project
  - Chansons de plusieurs autheurs zu vier Stimmen, Livre 8, Paris: Noten und Audiodateien im International Music Score Library Project
- Jan Nasco
  - fünf Madrigale zu vier Stimmen: Noten und Audiodateien im International Music Score Library Project
  - Il secondo libro de madregali zu fünf Stimmen, Venedig: Antonio Gardano; darin:
    - Madrigal Liete piante, verdi erbe, limpide acque zu fünf Stimmen: Noten und Audiodateien im International Music Score Library Project

  - Canzonas und Madrigale zu sechs Stimmen, Venedig: Antonio Gardano
- Cipriano de Rore
  - Chanson Tout ce qu'on peut en elle voir zu vier Stimmen: Noten und Audiodateien im International Music Score Library Project
  - Il quarto libro di madrigali a 5 voci, Venedig: Antonio Gardano: Noten und Audiodateien im International Music Score Library Project; darin:
    - Cipriano de Rore
      - Madrigal Alcun non può saper da chi sia amato zu fünf Stimmen: Noten und Audiodateien im International Music Score Library Project
      - Madrigal L’alto signor dinanzi a cui non vale zu fünf Stimmen: Noten und Audiodateien im International Music Score Library Project
      - Madrigal Amor, se così dolce e il mio dolore zu acht Stimmen: Noten und Audiodateien im International Music Score Library Project
      - Madrigal La bella Greca zu fünf Stimmen, in: Il quarto libro de madrigali a 5 voci: Noten und Audiodateien im International Music Score Library Project
      - Madrigal Come la notte ogni fiammella è viva zu fünf Stimmen: Noten und Audiodateien im International Music Score Library Project
      - Madrigal Di virtù, di costumi, di valore zu fünf Stimmen: Noten und Audiodateien im International Music Score Library Project
      - Madrigal L’ineffabil bontà del Redentore zu fünf Stimmen: Noten und Audiodateien im International Music Score Library Project
      - Madrigal O morte, eterno fin zu fünf Stimmen: Noten und Audiodateien im International Music Score Library Project
      - Madrigal Quando signor lasciate entro a le rive zu fünf Stimmen: Noten und Audiodateien im International Music Score Library Project
      - Madrigal Se ben il duol che per voi zu fünf Stimmen: Noten und Audiodateien im International Music Score Library Project
      - Madrigal Volgi'l tuo corso alla tua riva manca zu fünf Stimmen: Noten und Audiodateien im International Music Score Library Project

    - Adrian Willaert – Madrigal Ingrata è la mia donna zu fünf Stimmen: Noten und Audiodateien im International Music Score Library Project
- Bartolomeo Spontone – La verginella è simile alla rosa zu vier Stimmen, in: Il primo libro de villotte alla padoana, Venedig: Antonio Gardano: Noten und Audiodateien im International Music Score Library Project
- Giaches de Wert – Madrigal Chi salira per me zu vier Stimmen: Noten und Audiodateien im International Music Score Library Project

## Musiktheoretische Schriften
- Glarean
  - Musicae Epitome ex Glareani Dodecachordo, Basel: Henricum Petri: Noten und Audiodateien im International Music Score Library Project
  - Uß Glareani Musick ein Ußzug, Basel: Henricum Petri: Noten und Audiodateien im International Music Score Library Project
- Johannes Oridryus – Practicae musicae utriusque praecepta brevia, Düsseldorf: Bathen: Noten und Audiodateien im International Music Score Library Project
- Michael Vogt – Definitio, divisio musices, et eius subdivisio, Basel: Henrichum Petri: Noten und Audiodateien im International Music Score Library Project

## Geboren

### Geburtsdatum gesichert
- 15. Februar: Alfonso Fontanelli, italienischer Komponist und Diplomat († 1622)[1]
- 16. September: Martin Behm, deutscher Schriftsteller und Verfasser von Kirchenliedern († 1622)
- 16. September: Jacques Mauduit, französischer Komponist († 1627)
- 07. Dezember (getauft): Girolamo Trombetti, italienischer Komponist, Sänger und Instrumentalist († 1624)[1]

### Genaues Geburtsdatum unbekannt
- Giovanni Croce, italienischer Komponist, Kapellmeister und Priester der venezianischen Renaissance († 1609)
- Giovanni Gabrieli, italienischer Komponist († 1612)
- Cornelis Schuyt, franko-flämischer Organist und Komponist († 1616)[1]

### Geboren um 1557
- Carl Luython, franko-flämischer Komponist und Organist († 1620)
- Thomas Morley, englischer Komponist, Musikwissenschaftler und Organist († 1602)
- Jaques Vredeman, franko-flämischer Musiker und Komponist († 1621)[1]
- Thomas Watson, englischer Dichter, Übersetzer und Herausgeber einer Musiksammlung († 1592)[1]

## Gestorben

### Todesdatum gesichert
- 00. Februar: Thomas Crécquillon, franko-flämischer Komponist (* um 1505 bis 1510)

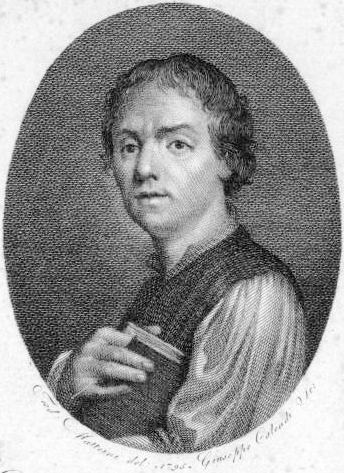
Girolamo Parabosco; * 21. April

- 21. April: Girolamo Parabosco, italienischer Autor, Komponist, Organist und Dichter (* um 1524)
- 09. August: Nicholas Ludford, englischer Küster und Organist (* um 1490)[2]
- 00. Oktober: Juan Escribano, spanischer Komponist und Sänger (* um 1475)[2]
- 08. November: Giordano Passetto, italienischer Komponist, Organist und Kapellmeister (* um 1484)

### Genaues Todesdatum unbekannt
- Charles D’Argentilly, italienischer Sänger und Komponist (* um 1500?)[2]
- Jörg Neuschel, deutscher Instrumentenmacher (* unbekannt)[2]
- Arsazius Schnitzer, deutscher Instrumentenmacher (* unbekannt)[2]

### Gestorben vor 1557
- Claudio Maria Veggio, italienischer Organist und Komponist (* zwischen 1505 und 1510)[2]

### Gestorben nach 1557
- Claude Martin, burgundischer Komponist und Musiktheoretiker (* um 1525)[2]
- Diego Pisador, spanischer Vihuela-Spieler und Komponist (* um 1509)
- Enríquez de Valderrábano, spanischer Vihuelist und Komponist (* um 1500)